# Доменек, Хауме
Хауме (Жауме) Доменек Санчес (исп. Jaume Doménech Sánchez; род. 5 ноября 1990 года в Альменаре) — испанский футболист, вратарь клуба «Валенсия».

## Карьера
Хауме начинал свою карьеру в скромной «Альменаре» из своего родного города. В 16 лет игрок перебрался в юношескую команду более именитого «Вильярреала». Он провёл пятнадцать встреч за третью команду клуба и отыграл один сезон на правах аренды за «Онду», прежде чем перешёл в «Эль Пало». Там Хауме отыграл двенадцать матчей. В следующем своём клубе, «Уракане», голкипер особо не задержался и ушёл во вторую команду «Валенсии», в составе которой за два сезона принял участие в сорока трёх матчах. В 2015 году он был переведён в первую команду. Из-за травм двух вратарей «Валенсии» Хауме доверили место в основном составе. Его дебют в испанском первенстве состоялся 12 сентября 2015 года в матче против «Спортинга». В итоге сезон 2015/16 Хауме проводит в качестве основного вратаря «Валенсии».

## Достижения
«Валенсия»
- Обладатель Кубка Испании: 2018/19